# We All Stand Together
 We All Stand Together (englisch für „Wir alle halten zusammen“) ist ein Lied des britischen Musikers Paul McCartney, das 1984 als Single A-Seite veröffentlicht wurde. Komponiert wurde es von Paul McCartney.

## Hintergrund

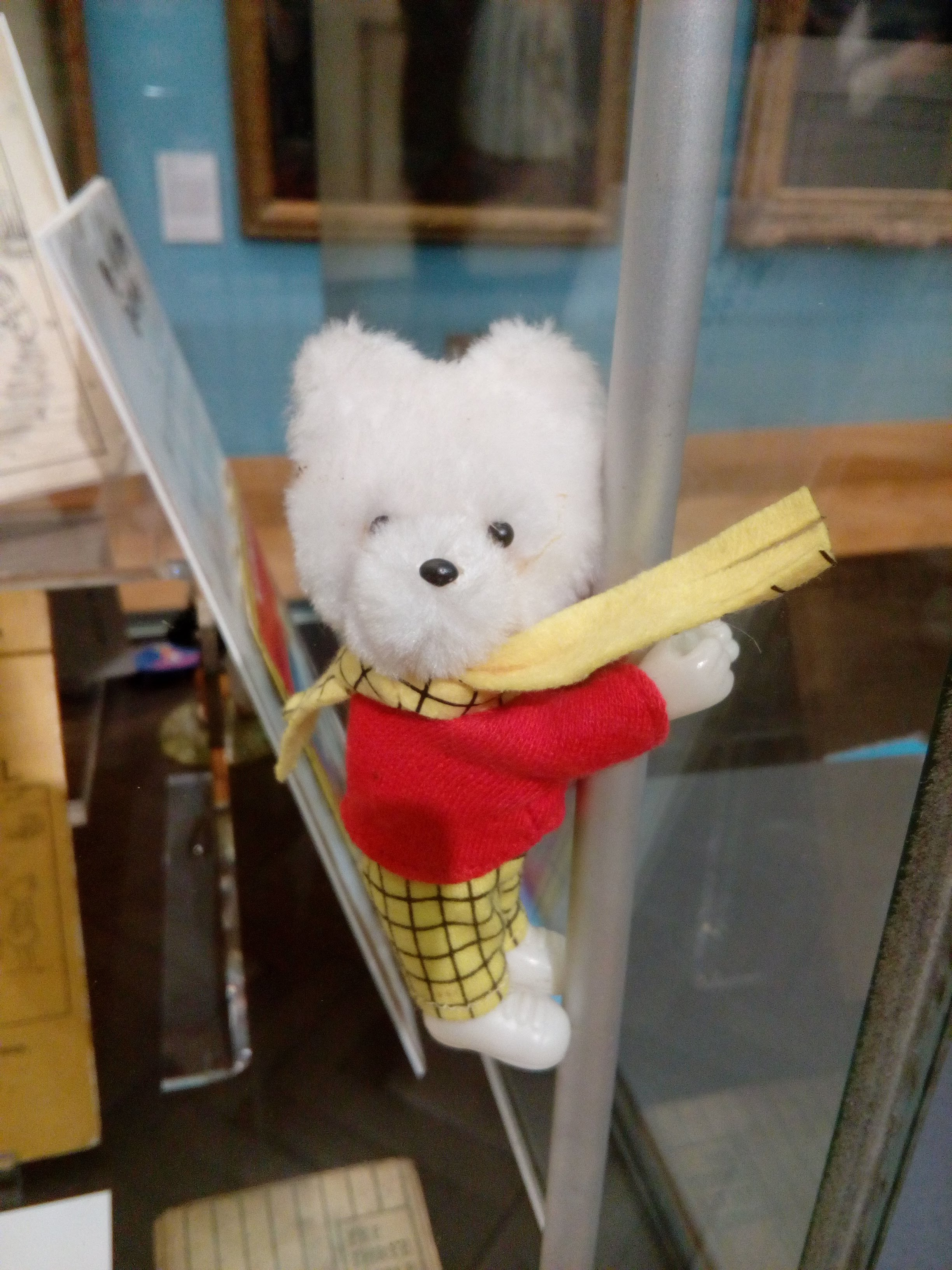
Rupert the Bear als Spielzeugfigur

Anfang der 1970er erwarb Paul McCartney die Rechte an der Zeichentrickfigur Rupert Bear. Im Juli 1978, während der Aufnahmen zum Wings-Album Back to the Egg, wurden Demo-Aufnahmen für einen eventuellen Soundtrack des geplanten Animationsfilms Rupert the Bear aufgenommen.
In dem 2021er Buch The Lyrics: 1956 To The Present erinnerte sich McCartney an die Idee zum Film: „[…]. Da waren ein Frosch mit einer Geige und ein paar singende Frösche in einer Art Chor. Das hat mich auf die Idee gebracht, einen Spielfilm daraus zu machen. Ich schrieb ein paar Songs dafür, ohne mir darüber klar zu werden, was für eine anspruchsvolle Aufgabe ds sein würde. Als die Beatles noch eine Band waren, hatte ich schon zu John gesagt, dass ich Lust hätte, einen Rupert-Film in voller Spielfilmlänge zu machen. Er meinte, ‚Super. Mach das.‘ Durchaus ermutigend, aber ich hätte ein bisschen mehr als ‚Mach das‘ gebraucht. […] Ich beschloss stattdessen mit Geoff Dunbar, einem Freund und Trickfilmzeichner, den ich bewunderte, […] einen Kurzfilm zu machen. Im Grunde war diese eine große Zeichnung auf dem Vorsatzblatt der Ausgangspunkt für den Song und die Instrumentierung.“ (Übersetzung von Conny Lösch).
Die früheste bekannte Aufnahme von We All Stand Together stammt aus dem August 1980, als McCartney und Denny Laine eine Reihe von Demos im Rude Studio in McCartneys Haus in Campbeltown, Schottland, aufnahmen. Die endgültige Version wurde in George Martins AIR Studios in London aufgenommen. We All Stand Together war die erste Aufnahme von McCartneys Reunion-Sessions mit Martin, obwohl sie die letzte war, die veröffentlicht wurde. Die B-Seite der Single war eine „Humming Version“ des Songs, die McCartney and the Finchley Frogettes zugeschrieben wurde.
Zwischen 1981 und 1983 entstand Rupert And The Frog Song, ein 13-minütiger animierter Kurzfilm, der von McCartney geschrieben und produziert wurde. Der Kurzfilm wurde unter der Regie von Geoff Dunbar gedreht und enthielt den 1980 aufgenommenen Song We All Stand Together.
Rupert And The Frog Song war als Pilotfilm für einen abendfüllenden Animationsfilm gedacht. Die Stimmen kamen von McCartney, June Whitfield (als Mutter von Rupert), Windsor Davies, Roy Kinnear und Geoff Dunbar. Der Film wurde 1984 als Vorfilm zu McCartneys Film Broad Street in die Kinos gebracht. Im darauffolgenden Jahr gewann Rupert And The Frog Song einen Bafta Award für den besten animierten Kurzfilm.
We All Stand Together erreichte Platz 3 in Großbritannien und Platz 7 in den Niederlanden. Somit war es die 22. Top-Ten Single in Großbritannien für Paul McCartney. Die Single war in den USA und Deutschland nur über Import erhältlich.

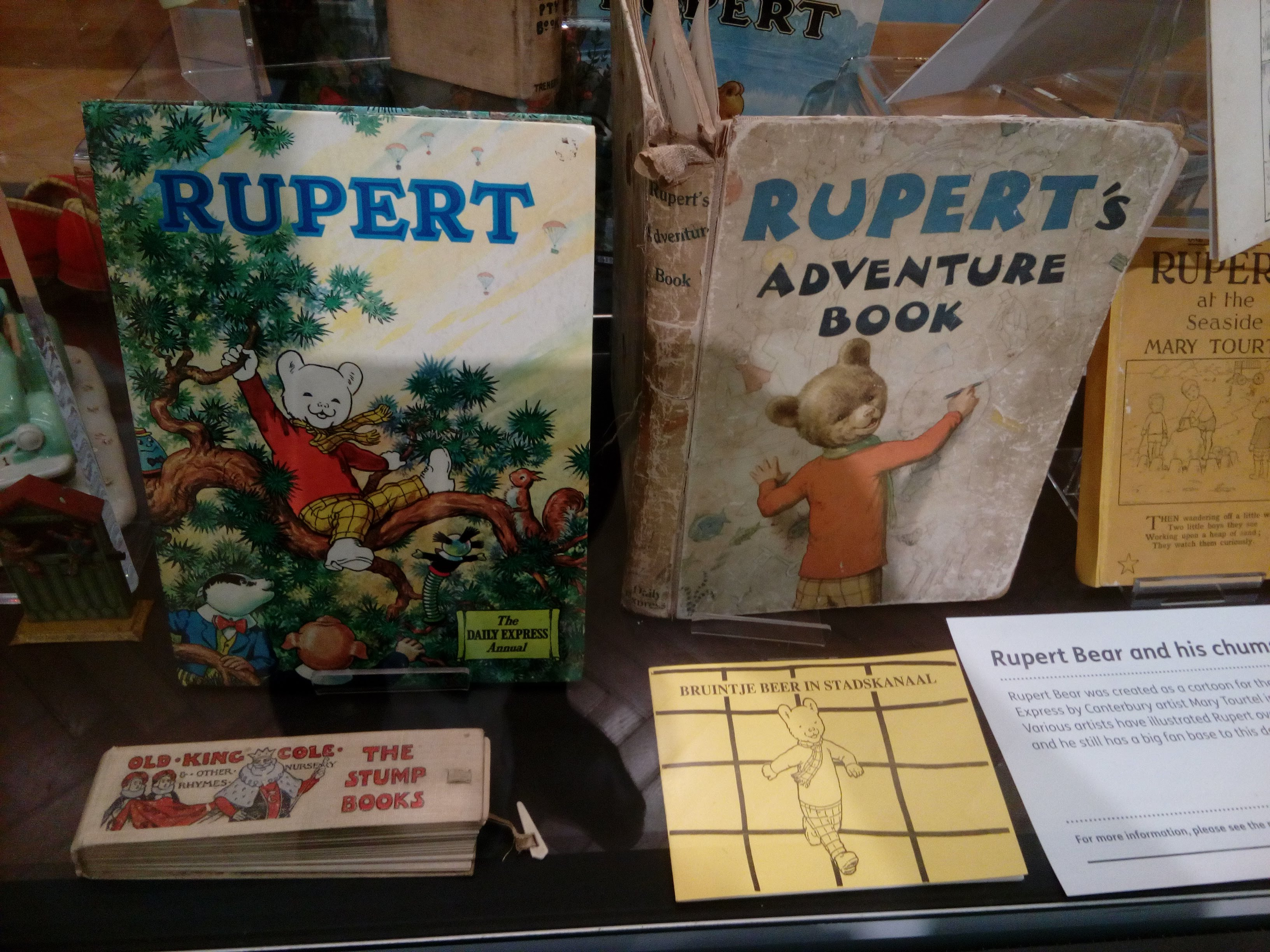
Rupert-Bücher

Für das Lied We All Stand Together wurde ein Musikvideo unter der Regie von Geoff Dunbar produziert. In dem Video werden im Wesentlichen nur Paul McCartney und Filmausschnitte aus dem Animationsfilm Rupert and the Frog Song gezeigt. McCartney ist auf einem Dachboden zu sehen, wie er sein Rupert-Buch aus seiner Kindheit öffnet, was zu Ausschnitten aus Rupert And The Frog Song führt. Im März 1985 gewann We All Stand Together einen Ivor Novello Award für das beste Filmthema.

## Aufnahme

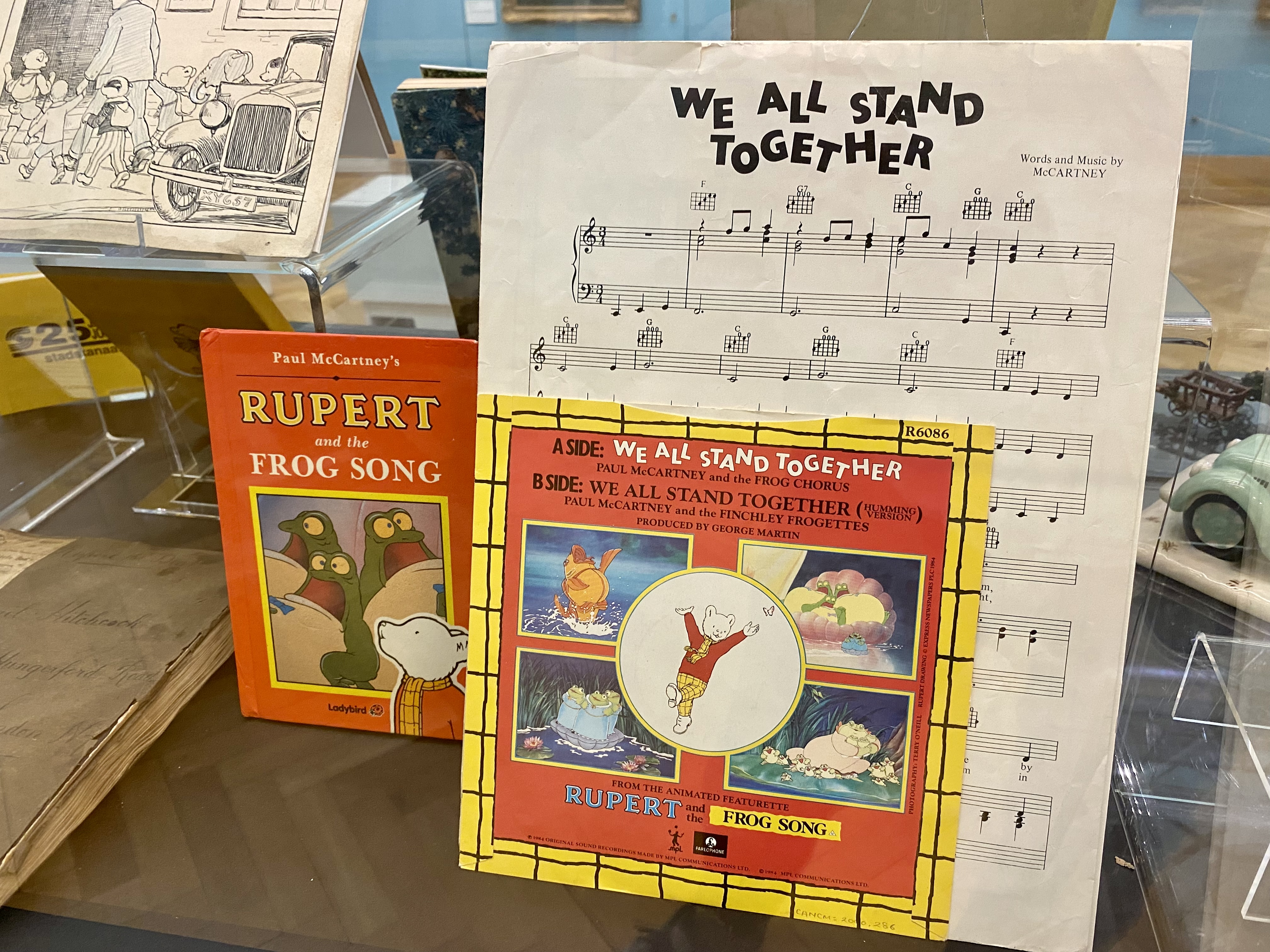
Notenblatt für We All Stand Together

Die Aufnahmesessions für We All Stand Together fanden am 31. Oktober und 3. November 1980 in den AIR Studios in London statt, wobei George Martin als Produzenten fungierte. Overdub-Aufnahmen fanden am 10. und 15. November 1980 ebenfalls in den AIR Studios statt. Jon Kelly, Steve Jackson und Nigel Walker waren die Toningenieure der Aufnahmen. Die Abmischung erfolgte am 15. November.
Besetzung:
- Paul McCartney: Gesang
- Eric Stewart: Hintergrundgesang
- Nigel Perrin: Gesang
- Alastair Hume: Gesang
- Anthony Holt: Gesang
- Simon Carrington: Gesang
- Brian Kay: Gesang
- The London Community Gospel Choir: Chorgesang
- The King’s Singers: Hintergrund- bzw. Harmoniegesang der Frösche
- Pete Swinfield: Flöte
- John Barclay: Trompete
- Pete Beachill: Euphonium
- Robin Williams: Violine
- Gary Kettel: Pauke

Auf der B-Seite der Single spielte McCartney die akustische Gitarre und das E-Klavier und der St. Paul’s Cathedral Choir sang.
Zu den Aufnahmen schrieb McCartney in dem 2021er Buch The Lyrics: 1956 To The Present: „Denkwürdig waren die Aufnahmen mit den King’s Singers und dem Chor der St. Paul’s Cathedral. George Martin, mit dem ich seit “Live and Let Die” 1973 nicht mehr gearbeitet hatte, übernahm die Leitung, und das war natürlich eine Session, die ich mir nicht entgehen lassen wollte. Wenn George Martin dabei war, dann hatte er das Sagen, und man selbst war Zuschauer. Wenn er gefragt hat: ‚Paul, was meinst du?‘', dann hat er vielleicht etwas auf meine Meinung gehalten, aber ich war nicht verantwortlich.“

## Coverversionen
Es gibt acht Coverversionen von We All Stand Together.

## Veröffentlichung
- Am 12. November 1984 wurde in Großbritannien.[5] Irland.[6] Spanien[7] und den Niederlanden[8] die Single We All Stand Together / We All Stand Together (Humming Version) veröffentlicht.[9] In den USA wurde auf die Veröffentlichung verzichtet, in Deutschland war sie nur über Import erhältlich.
- Am 3. Dezember 1984 erschien in Großbritannien noch zusätzlich eine Picture-Disc-Single im Shape-Format.[10]
- In Argentinien wurde die Single auch im 12"-Format veröffentlicht.[11]
- We All Stand Together erschien am 1. Dezember 1987 auf dem Kompilationsalbum All the Best! (Europäische Version) und am 10. Juni 2016 auf Pure McCartney (Vier CD-Version).
- Am 20. September 2004 erschien die Single Tropic Island Hum / We All Stand Together.[12]
- Am 6. November 2020 wurde erneut eine Picture-Disc-Single im Shape-Format veröffentlicht, die Single wurde remastert.[13]
- Am 2. Dezember 2022 wurde die Singlebox The 7″ Singles Box veröffentlicht, die auch We All Stand Together enthält.

## Auszeichnungen für Musikverkäufe
| Land/Region                  | Auszeichnungen für Musikverkäufe (Land/Region, Auszeichnung, Verkäufe) | Verkäufe |
| ---------------------------- | ---------------------------------------------------------------------- | -------- |
| Vereinigtes Königreich (BPI) | Gold                                                                   | 500.000  |
| Insgesamt                    | 1× Gold ·                                                              | 500.000  |